# Пашковский сельский совет (Козельщинский район)
Пашковский сельский совет (укр. Пашківська сільська рада) — входит в состав
Козельщинского района Полтавской области Украины.
Административный центр сельского совета находится в с. Пашковка.

## Населённые пункты совета
- с. Пашковка
- с. Булахи
- с. Бутояровка
- с. Калашники
- с. Ольговка